# Серая мышь
«Серая мышь» — кинофильм 1988 года по мотивам одноимённой повести Виля Липатова.

## Сюжет
Действие фильма происходит в 1970 году. Один день из жизни сельских алкоголиков. Четверо опустившихся друзей проводят день за распитием спиртного. Для жителей села все они — посмешище, а для своих семей — беда. Один из них — бывший директор завода Семён Васильевич, некогда замечательный, но сломленный человек. Мучимый воспоминаниями, спивается, постепенно теряя человеческий облик. Но не для всех он вычеркнут из жизни.

## В ролях
- Виктор Соловьёв — Семён Васильевич Баландин
- Валентин Голубенко — Устин Шемяка
- Виталий Яковлев — Витька Малых
- Николай Гусаров — Ванечка Юдин
- Нина Усатова — Неля
- Алексей Ванин
- Тамара Сёмина — Серафима
- Борис Юрченко — Кандауров
- Иван Краско — Медведев

## Создатели фильма
- Режиссёр: Владимир Шамшурин
- Сценарист: Эдгар Смирнов
- Оператор: Борис Шапиро
- Композитор: Владимир Комаров

## Критика
Кинокритик Нея Зоркая на страницах журнала «Советский экран» в статье, посвящённой кинорепертуару октября 1988 года, отметила ленту «Серая мышь» как один из двух фильмов (наряду с киргизской картиной «Приют для совершеннолетних»), трактующих ужас алкоголизма и зло пьянства. По мнению Зоркой, из этих двух лент у «Серой мыши» более сильная актёрская игра, но сама картина уныла и тяжело натуралистична, зритель вынужден наблюдать целый день пьяной компании. Лишь в финале фильма происходит переход к обобщающим образам, одним из которых является образ ночной уральской красавицы-деревни, расположенной на берегу светлого озера, заснувшей, так и не дождавшись кормильцев-мужчин. Кадры одинокого освещённого окна над водой вызывают щемящее ощущение милого родного уюта. Заучивающая за этим окном гоголевские строки «Русь, куда ж несёшься ты? Дай ответ…» дочка одного из заночевавших вне деревни пьянчужек представляет собой образ российской красоты, поруганной, как считает Зоркая, нами самими.